# زاندرا رودز
زاندرا رودز (به انگلیسی: Zandra Rhodes) (زاده ۱۹ سپتامبر ۱۹۴۰) طراح مد انگلیسی است.